# Карол Шимановски
Ка̀рол Ма̀чей Шимано̀вски (на полски: Karol Maciej Szymanowski) е полски композитор, пианист, педагог и писател. Представител на „Млада Полша“. Определян за един от най-значимите полски композитори.

## Младост и образование
Карол Шимановски е роден на 3 октомври (21 септември стар стил) 1882 в село Тимошувка, Руска империя (дн. Украйна). Произлиза от шляхтишко семейство с интерес към музиката. През 1889 г. започва да взема уроци по пиано, първоначално при своя баща, а след това в музикалното училище на Густав Нойхаус в Елизаветград. В периода 1901 – 1905 следва във Варшава при Марек Завирски и Зигмунт Носковски. Запознава се с Артур Рубинщайн, Станислав Игнаци Виткевич-„Виткаци“ и Стефан Жеромски. Заедно с Виткаци посещава Италия през 1905 г. През същата година заедно с Гжегож Фителберг, Людомир Ружицки и Аполинари Шелюто основава дружество, което популяризира творчеството на младите полски композитори. През следващите години изнася концерти във Варшава, Берлин и Лайпциг, отново посещава Италия. През 1912 г. се установява във Виена и сключва десетгодишен договор с Universal-Edition. През 1914 и 1915 посещава Сицилия, Северна Африка, Париж, Лондон, Киев, Москва и Петербург.
След избухването на Октомврийската революция завинаги напуска родната Тимошувка, а от 1919 г. се установява във Варшава.

## Творчество
Творчеството на Шимановски се поделя на три периода в зависимост от доминиращите в него влияния. Ранната фаза (1899 – 1913) в неговото развитие е белязана от фигурата на Фредерик Шопен и творчеството на немските романтици. Осезаемо значение в този период изиграва и литературата на модернизма. Вторият период (1914 – 1919) е свързан със засилено влияние на френската музика, най-вече на импресионизма.
Композиторът демонстрира интерес към античното минало и културата на Ориента. Именно в този период започва да се формира индивидуалният стил на Шимановски. Третият етап от неговия творчески път обхваща годините от 1920 до 1937. Тогава той преосмисля творческата си концепция и се обръща към родния фолклор в стремежа си да изгради нов национален стил в музиката.
Това разделение обаче е силно условно. Анджей Хлопецки определя творческото развитие на композитора като „меандрично“ . Според музиколога комбинацията на късноромантическите и модернистични влияния с музикалното новаторство на ХХ в. превръща Шимановски в най-забележителния полски композитор след Шопен. Сред най-известните му произведения са операта „Крал Рогер“ върху либрето на Ярослав Ивашкевич, „Sabat Mater“ (творба за солисти, смесен хор и оркестър), „Симфония № 4“ („Symphonie concertante“).

## Личен живот
Шимановски е гей. Неговата опера „Крал Роже“ (1924) включва хомосексуални теми. Същата тематика е засегната и в романа му „Ефебос“, която посвещава на любовника си, Борис Кочно.

## След Първата световна война
През 1921 г. заедно с Павел Кохански и Артур Рубинщайн посещава Съединените щати, а през следващата година жъне успех с авторски концерт в Париж. След 1922 г. редовно посещава Закопане, а от 1930 г. живее там във вила „Атма“.
От 20 февруари 1927 г. до 30 април 1932 г. е ректор на Висшето музикално училище във Варшава. В периода 1933 – 36 г. изнася концерти със собствени творби във Франция, Белгия, Холандия, Англия, Италия, Югославия, България, Германия, Швеция, Дания, Норвегия и Съветския съюз.

## Смърт
В този период здравето на композитора постепенно се влошава. През 1929 г. той се лекува в Австрия и Швейцария, а през 1936 – във Франция. През 1937 г. постъпва в санаториум в Лозана, където умира на 29 март.

## Наследството на Шимановски
Пълни издания на творбите на Шимановски подготвят Полското музикално издателство и Universal Edition във Виена. От 1976 г. за посетители е отворен Музеят на Карол Шимановски, който се помещава във вила „Атма“ в Закопане и е филиал на Националния музей в Краков. . В него се намира и седалището на Музикално дружество „Карол Шимановски“, което организира фестивали, национални и международни конкурси, чиято цел е популяризация на личността и творчеството на композитора.
Във връзка със 125-ата годишнина от рождението и 70-ата годишнина от смъртта на твореца, Сеймът на Република Полша обявява 2007 за Година на Карол Шимановски. От 2011 г. действа информационен портал, посветен на композитора, който се поддържа от Института „Адам Мицкевич“ и Варшавския университет.